# Bubu & C.o.
Bubu & C.o är en rumänsk musikgrupp, som deltog Junior Eurovision Song Contest 2003, med låten Tubele sunt viata mea (Trummorna är mitt liv). De kom på 10:e plats (av 16). Gruppen består av Andrei, Anna, Lavinia och Giulia. Giulia och Lavinia är tvillingar och kommer från Italien.